# ГЕС Guīdūfǔ
ГЕС Guīdūfǔ (龟都府水电站) — гідроелектростанція у центральній частині Китаю в провінції Сичуань. Знаходячись між ГЕС Shuǐjīnguān (вище по течії) та ГЕС Cáoyútān, входить до складу каскаду на річці Qingyi, яка приєднується ліворуч до Дадухе незадовго до впадіння останньої праворуч до Міньцзян (велика ліва притока Янцзи).
В межах проекту річку перекрили бетонною греблею висотою 16 метрів, яка утримує водосховище з об'ємом 21,2 млн м3 (корисний об'єм 3,3 млн м3).  
Пригреблевий машинний зал обладнали трьома бульбовими турбінами потужністю по 19,5 МВт, котрі забезпечують виробництво 296 млн кВт-год електроенергії на рік.